# David Hauss
David Hauss (ur. 1 lutego 1984 w Paryżu) – francuski triathlonista.
Srebrny medalista Mistrzostw Świata Juniorów z 2002 i 2003. Brązowy medalista Mistrzostw Świata w sprincie i Mistrzostw Europy na dystansie olimpijskim z 2010. Czwarty zawodnik Letnich Igrzysk Olimpijskich 2012 w Londynie.